# Доктор Голдфут и бикини-машины
«Доктор Голдфут и бикини-машины» (англ. Dr. Goldfoot and the Bikini Machine) — американская научно-фантастическая кинокомедия 1965 года, пародирующая фильмы о Джеймсе Бонде, снята в поджанре «пляжная вечеринка».

## Сюжет
Доктор Голдфут — безумный учёный, который с помощью своего слуги-приспешника Игоря создаёт банду обворожительных девушек-роботов, которых отправляют соблазнять и грабить богатых мужчин, чтобы завладеть их состояниями. Специальный агент Секретного разведывательного управления Крейг Гэмбл и миллионер-холостяк Тодд Армстронг (которого соблазнила Диана — самая красивая «бикини-машина») — двое неуклюжих героев, которые пытаются противостоять злодейским планам Голдфута. В итоге они оказываются в пыточной камере логова доктора, с большим трудом им удаётся сбежать. Фильм заканчивается продолжительной погоней по улицам Сан-Франциско (в том числе по Ломбард-стрит).

## В ролях
- Винсент Прайс — доктор Голдфут
- Фрэнки Авалон — Крейг Гэмбл, специальный агент Секретного разведывательного управления
- Дуэйн Хикмен[англ.] — Тодд Армстронг, миллионер-холостяк
- Сьюзан Харт[англ.] — Диана, самая красивая «бикини-машина»
- Джек Муллани[англ.] — Игорь, слуга-приспешник доктора Голдфута
- Фред Кларк — Ди. Джей. Певни
- Милтон Фром[англ.] — полицейский на мотоцикле
- Хэл Риддл[англ.] — газетчик
- Винс Барнетт — дворник
- Джо Плоски[англ.] — повар
- Аннетт Фуничелло — девушка в колодках в подземелье
- Дебора Уолли — девушка в кафе
- Харви Лембек[англ.] — бандит-байкер в подземелье
- Арон Кинкейд[англ.] — автомобилист, сбивший Диану
- Фабиан[англ.] — Билл Декстер

«Бикини-машины»
- Марианна Гейба[англ.]
- Чина Ли
- Дианна Ланд
- Альберта Нельсон[англ.] — сломавшийся робот[5]
- Сью Хэмилтон

Комментарии
- Двое из числа актёров основных ролей, Фрэнки Авалон и Дуэйн Хикмен[англ.], играют тех же персонажей, что и в прошлогоднем фильме «Лыжная вечеринка[англ.]», только они поменялись именами персонажей.
- Джеймс Николсон[англ.], один из продюсеров и сценаристов этого фильма, снял в нём свою жену Сьюзан Харт[англ.] (одна из главных ролей — Диана) и двух дочерей, Лури Холмс и Лору Николсон («бикини-машины»).
- Всего в фильме снимаются 13 молодых красивых девушек — «бикини-машин»[6], но лишь пятеро из них (указаны выше) добились хоть какой-то известности, для остальных эти роли остались едва ли не единственным эпизодическим появлением на экране. Трое из этих тринадцати девушек являлись playmate.

## Создание и показ
Первоначально названием фильма планировалось «Доктор Голдфут и секс-машины» (англ. Dr. Goldfoot and the Sex Machine), а режиссёром должен был стать Уильям Эшер, но в последний момент он был заменён Норманом Таурогом, а слово «секс» заменено на «бикини». Съёмки начались в конце лета 1965 года в Сан-Франциско и продолжались немногим более месяца. Арт-директором картины выступил Дэниел Хэллер, который разработал антураж и интерьер логова главного героя, использовав свои наработки из ленты «Колодец и маятник» (1961).
В названии фильма обыграны названия двух лент о Джеймсе Бонде: «Доктор Ноу» (англ. Dr. No; 1962) и «Голдфингер» (англ. Goldfinger; 1964).
В фильме присутствуют несколько коротких вставок (боевые линкоры) из картины Исиро Хонды «Годзилла против Мотры» 1964 года (в титрах «Доктора…» Хонда не указан).
Бюджет картины составил 1,5 миллиона долларов (ок. 13,1 миллионов долларов в ценах 2022 года), её сборы (в США и Канаде) — ок. 1,9 миллионов долларов. «Фильм имел умеренный успех в США, но довольно хорошо зарекомендовал себя в Европе, особенно в Италии».
Премьерный показ состоялся в США, в Сан-Франциско, в театре «Золотые ворота» 6 ноября 1965 года; в других странах:
- 1966 год — Япония
- 1967 год — ФРГ, Новая Каледония, Дания, Турция

При показе в Великобритании название фильма пришлось изменить на «Доктор Г. и бикини-машины» (англ. Dr G. and the Bikini Machine), чтобы избежать судебного иска со стороны EON Productions, владельца прав на фильмы о Джеймсе Бонде.
Спустя две недели после премьеры картины, 18 ноября, по телевидению был показан специальный 30-минутный выпуск The Wild Weird World of Dr. Goldfoot, явившийся сиквелом «Доктора…»
В 1966 году вышло полнометражное кино-продолжение ленты — «Доктор Голдфут и девушки-бомбы». Этот фильм совместного производства США и Италии был снят в двух заметно отличающихся друг от друга версиях, на разных языках, не был принят критикой и провалился в прокате.

## Критика и наследие
- Los Angeles Times. «Фильм содержит достаточно свежих, забавных приколов, чтобы сделать его интересным… Прайс великолепен…»

Несмотря на не особо впечатляющие сборы ленты и равнодушное принятие (в целом) критиками, в определённых кругах она считается «культовой». На это повлияли следующие факторы: главную роль исполнил звезда фильмов ужасов Винсент Прайс; большое количеству тонких «шуток для посвящённых»; много красивых едва одетых сексуальных девушек (до начала эпохи порношика оставалось ещё около семи лет); впечатляющее оформление, созданное известным мультипликатором Артом Клоки; заглавная песня в исполнении группы The Supremes.
Много лет спустя исполнитель главной роли, Винсент Прайс, заявил, что «оригинальный сценарий „Доктора…“ был кэмп-мюзиклом», сравнив его с недавно вышедшим «Магазинчиком ужасов» (1986). Он добавил: «Это могло бы быть весело, но они вырезали всю музыку».
Сьюзан Харт так отозвалась о картине: «Одна из лучших сцен, которые я видела в фильме, — это Винсент Прайс, поющий о бикини-машинах — это было превосходно. И мне сказали, что её убрали, потому что Сэм Аркофф подумал, что Винсент Прайс выглядит слишком странно. Но его персонаж был фееричен! Убрав эту конкретную сцену, я полагаю, что они убрали очень многое из этой картины.»
Майкл Хой, биограф Нормана Таурога, написал следующее: «Первоначальный план состоял в том, чтобы следовать формуле AIP и включить песни во весь фильм, но Норман пригласил Элвуда Уллмена для доработки сценария… и финальный сценарий читается как добродушная пародия на фильмы о Джеймсе Бонде. Это, очевидно, разочаровало Винсента Прайса, который с нетерпением ждал возможности спеть.»